# Genesis (2013)
Cet article concerne l'édition 2013 du pay-per-view Genesis. Pour toutes les autres éditions, voir TNA Genesis.
L'édition 2013 de Genesis est une manifestation de catch professionnel télédiffusée et visible uniquement en paiement à la séance. L'événement, produit par la Total Nonstop Action Wrestling, a eu lieu le 13 janvier 2013 à l'IMPACT! Zone de Orlando (Floride) aux États-Unis. Il s'agit de la huitième édition de Genesis. Bully Ray est en vedette de l'affiche promotionnelle (officielle).

## Contexte
Les spectacles de la Total Nonstop Action Wrestling en paiement à la séance sont constitués de matchs aux résultats prédéterminés par les scénaristes de la TNA. Ces rencontres sont justifiées par des storylines - une rivalité avec un catcheur, la plupart du temps - ou par des qualifications survenues dans les émissions de la TNA telles que Impact Wrestling et Xplosion. Tous les catcheurs possèdent un gimmick, c'est-à-dire qu'ils incarnent un personnage face (gentil) ou heel (méchant), qui évolue au fil des rencontres. Un pay-per-view comme Genesis est donc un évènement autour des différentes storylines en cours.

## Matches
| No. | Matches                                                           | Stipulations | Temps |
| --- | ----------------------------------------------------------------- | --- | ----- |
| 1   | Chavo Guerrero et Hernandez (c) battent Matt Morgan et Joey Ryan  | Match par équipe pour le TNA World Tag Team Championship                                                                      | 11:30 |
| 2   | Mr. Anderson bat Samoa Joe                                        | Match simple | 10:45 |
| 3   | Christopher Daniels bat James Storm                               | Match simple pour obtenir un match de championnat pour le TNA World Heavyweight Championship à Impact Wrestling le 24 janvier | 13:25 |
| 4   | Sting bat D.O.C.                                                  | Match simple | 05:53 |
| 5   | Christian York bat Kenny King                                     | Match simple pour devenir challenger #1 au TNA X Division Championship                                                        | 10:12 |
| 6   | Rob Van Dam (c) bat Christian York                                | Match simple pour le TNA X Division Championship                                                                              | 05:30 |
| 7   | Devon bat Joseph Park                                             | Match simple | 11:17 |
| 8   | Velvet Sky bat Gail Kim et ODB et Miss Tessmacher et Mickie James | Gauntlet match pour déterminer le challenger #1 au TNA Women's Knockout Championship                                          | 11:55 |
| 9   | Jeff Hardy (c) bat Austin Aries et Bobby Roode                    | Triple Threat Match pour le TNA World Heavyweight Championship                                                                | 20:32 |